# The Upsetters
The Upsetters är en jamaicansk musikgrupp bildad 1968. Det går inte att se gruppen som ett vanligt band med fasta medlemmar eftersom The Upsetters var de musiker som den jamaicanske musikproducenten och reggaeinnovatören Lee "Scratch" Perry höll sig med för tillfället, både tiden före och efter att denne öppnat sin berömda inspelningsstudio The Black Ark 1974. Gruppnamnet The Upsetters användes fram till 1986.

## Historik
The Upsetters bildades eftersom producenten Lee "Scratch" Perry behövde en backup-grupp till sitt nystartade skivbolag. Gruppen döptes också efter en låt av Perry, "The Upsetter". Som studioband hade gruppen inga "fasta" medlemmar, och särskilt efter 1972 var ett ansenligt antal olika musiker inblandade. De musiker som var tillgängliga i studion när något behövde spelas in fick bli The Upsetters vid just det tillfället. Aston "Family Man" Barrett (bas),och hans bror Carlton Barett (trummor). Bröderna Barrett, som var på väg att bli Jamaicas mest framstående rytmsektion, förlorade Perry till The Wailers när Bob Marley, Peter Tosh och Neville Livingston lämnade Perry i vredesmod april 1972 efter ett bråk om ersättningar för inkomster från utlandet för Wailers musik (Perry hade sålt rättigheterna till låtarna utomlands till skivbolaget Trojan).
Junior Murvin (1975) och Max Romeo var andra sångare som nådde ett internationellt genombrott efter att ha kompats av the Upsetters och mixats av Perry.
The Upsetters spelade även in mycket instrumental musik själva under eget namn. Den instrumentala musik de spelade var ofta kraftigt inspirerad av spaghetti-westerns. Gruppen slog igenom i England hösten 1969 med singeln "Return Of Django". Musiker var Gladstone "Gladdy" Anderson (keyboard), Jackie "Sledge Jackson (elbas), "Hux" Brown (gitarr), Winston Wright (orgel), Hugh Malcolm (trummor), Lloyd Adams (trummor). Denna version av Upsetters hade även andra uppdrag, och då kallade de sig Gladdy's Allstars. När Perry skulle ha med sig dessa musiker på turné i England 1969 efter succén med "Return Of Django" kunde de inte åka. Perry fick då i all hast samla ihop ett nytt Upsetters. Han hittade det unga bandet Hippy Boys, som bestod av Alva Lewis (gitarr) Glen Adams (orgel och keyboard), Aston Barrett (bas) och dennes yngre bror Carlton Barrett (trummor). Denna uppsättning bestod tills Marley norpade bröderna Barrett.
Från 1973/74 och en bit in på 1980-talet, när Perry drev inspelningsstudion The Black Ark, bestod The Upsetters kärna av Boris Gardiner (elbas), Mikey Richards (trummor), Sly Dunbar (trummor), Benbow Creary (gitarr), Earl "Chinna" Smith (gitarr), Winston Wright (keyboard) and Keith Stirling (keyboard). På blåsinstrument medverkade emellanåt Tommy McCook, Val Bennett (saxofon), Ernest Ranglin (saxofon), och Vin Gordon (trombon). Det var dessa musiker som kompade då bl.a. sångare som Junior Murvin, Junior Byles, Max Romeo, Gregory Isaacs och The Congos fick sina stora hitar.,

## The Upsetters – en plantskola för reggaemusiker
Många musiker har bidragit under gruppnamnet The Upsetters. Vissa på bara några få låtar, andra under några år, och ett fåtal, som Winston Wright, under nästan alla år. För många har tiden i Upsetters varit ovärderlig när det gäller inhämtandet av lärdomar. Följande uppställning innehåller alla musiker som någon gång medverkat i gruppen:
Elbasgitarr
Aston "Family Man" Barrett, Jackie Jackson, Boris Gardiner, Radcliffe Bryan, Robbie Shakespeare, Spike
Trummor
Carlton Barrett, Lloyd "Tin Leg" Adams, Lloyd Knibb, Mikey Richards, Sly Dunbar, Benbow Creary, Winston Grennan, Hugh Malcolm, Peng
Keyboard
Glen Adams, Winston Wright, Ansel Collins, Gladstone Anderson, Keith Stirling, Theophilus Beckford, Robbie Lyn, Augustus Pablo, Mark Downie, Russ Cummings
Gitarr
Alva Lewis, Hux Brown, Earl "Chinna" Smith, Ron Williams, Ernest Ranglin, Willie Lindo, Michael Chung, Robert Johnson, Geoffrey Chung, Mark Downie, Tarlok Mann
Saxofon
Val Bennett, Tommy McCook, Richard "Dirty Harry" Hall, Glen DaCosta, Lloyd Clarke
Horn
Vin Gordon, Ron Wilson, Bobby Ellis, David Madden, Egbert Evans, Trevor Jones
Sång
Lee Perry, Dave Barker, Leo Graham, Junior Murvin, Junior Byles, Max Romeo, Jah Lion  

## Diskografi, album
- Return of Django (1969)
- Eastwood Rides Again (1970)
- The Good, The Bad, and the Upsetters (1970)
- Super Ape (1976), med Lee Perry
- Return of Super Ape (1978)